# Laevisuchus indicus
Il levisuco (Laevisuchus indicus) è un dinosauro carnivoro appartenente agli abelisauri. Visse nel Cretaceo superiore (Maastrichtiano, circa 70 milioni di anni fa) e i suoi resti fossili sono stati ritrovati in India. 

## Descrizione
Questo dinosauro è noto grazie ad alcune vertebre cervicali e dorsali, rinvenute negli anni '30 nella formazione Lameta in India centrale. La struttura delle vertebre suggerisce che questo animale fosse uno snello carnivoro bipede, lungo forse due metri, alto 90 centimetri e pesante circa 30 chilogrammi; dalla comparazione dei fossili con quelli di altri animali simili (ad esempio Masiakasaurus) si suppone che Laevisuchus fosse dotato di lunghe zampe posteriori e di zampe anteriori piuttosto corte, mentre il cranio doveva essere dotato di denti aguzzi e ricurvi. 

## Classificazione
Laevisuchus è stato descritto per la prima volta da Huene e Matley nel 1933, e parte del materiale sul quale si basa il genere è andato perduto. Inizialmente questo animale fu classificato come un celurosauro appartenente alla famiglia dei celuridi; questa famiglia, fino agli anni '80, veniva utilizzata per accogliere una moltitudine di dinosauri carnivori di piccole dimensioni e conosciuti solo per resti frammentari. Successivamente, nuovi studi sul materiale fossile hanno permesso di trovare analogie tra le vertebre di Laevisuchus e quelle di Noasaurus dell'Argentina e di Masiakasaurus del Madagascar, due piccoli dinosauri teropodi appartenenti al gruppo degli abelisauri. Rispetto a Noasaurus, le vertebre di Laevisuchus possedevano però una quantità di caratteri distintivi (tra cui fosse meno profonde nelle vertebre cervicali), così come rispetto a Masiakasaurus (in Laevisuchus le prezigapofisi erano più sottili). 